# Hadim Mesih Pacha
Hadim Mesih Pacha, (né en 1485 mort en 1589)  eunuque et homme d'état ottoman qui fut gouverneur de l'Eyalet d'Égypte de 1574 à 1580 puis Grand Vizir de l'Empire Ottoman et du 1er novembre 1585 au 14 avril 1586 sous le règne de Mourad III.

## Biographie
Il fait carrière comme Agha dans la maison du sultan. Lors de l'avènement de Mourad III il est grand maitre d'hôtel lorsqu'il il quitte le palais pour être nommé gouverneur d'Egypte. Son gouvernement de six ans est un succès et à son retour il est promu second vizir. En 1585 à la mort du grand vizir il lui succède à l'âge de presque 90 ans. Il démissionne cinq mois plus tard à la suite d'un désaccord avec le sultan au sujet d'une nomination. Il se retire alors de vie publique et meurt trois ans plus tard en 1589. Il se fait inhumer dans une tombe située en face de la mosquée qu'il avait fait édifier dans le quartier de Karagümrük à Istanbul